# Daniel Robert (historien)
Pour les articles homonymes, voir Daniel Robert et Robert.
Daniel Robert, né le 29 août 1912 à Bordeaux et mort le 18 janvier 2001 à Vaux-sur-Mer, est un historien et universitaire français. Spécialiste de l'histoire du protestantisme français, il est directeur d'études à l'École pratique des hautes études, titulaire de la chaire d'histoire du protestantisme de 1961 à 1978, et membre du comité de la Société de l'histoire du protestantisme français.

## Biographie
Daniel Robert naît à Bordeaux, dans une famille protestante originaire de Charente-Maritime. Il fait ses études secondaires au lycée Michel-Montaigne, et est admis à l'École normale supérieure en 1931. Il est classé premier à l'agrégation d'histoire et géographie en 1935. Il est professeur au lycée de Reims, puis à Bordeaux. Il est mobilisé en 1939 et il est prisonnier dans un oflag de Poméranie durant cinq ans. Il reçoit la croix de guerre et la Légion d'honneur à titre militaire. Il reprend un poste de professeur et prépare une thèse d'État, sous la direction d'Émile-G. Léonard. Il soutient sa thèse, intitulée Les Églises réformées en France, 1800-1830 en 1961. Il succède à Émile-G. Léonard à la chaire d'histoire du protestantisme, à l'École pratique des hautes études jusqu'à sa retraite en 1978. Il meurt à Vaux-sur-Mer le 18 janvier 2001,.

## Publications
- Les Églises réformées en France, 1800-1830, PUF, 1961[7]
- Genève et les Églises réformées de France de la « réunion » aux environs de 1830, Genève/Paris, Droz/Minard, 1961
- Textes et documents relatif à l'histoire des Églises réformées en France (Période 1800-1830), Genève/Paris, Droz/Minard, 1962
- avec Samuel Mours, Le Protestantisme en France du XVIIIe siècle à nos jours, Paris, Libraire protestante, 1972
- (coll.) Le Protestantisme hier, demain, Buchet-Chastel, 1974

## Distinctions
- Chevalier de la Légion d'honneur
- Croix de guerre 1939–1945